# Бак (жрець Ра)
Бак (*XIII ст. до н. е.) — давньоєгипетський діяч XIX династії, верховний жрець Ра у Геліополісі наприкінці правління фараона Сеті I та початку володарювання Рамсеса II.

## Життєпис
Походив з родини немху (простолюдинів), про що свідчить його ім'я, яке в перекладі значить «Слуга». Розпочав військову кар'єру ще за останніх фараонів XVIII династії. Втім піднесення почалося за Сеті I, який призначив Бака головою колісничних фараона. Потім стає верховним жерцем Ра в Геліополісі. За Рамсеса II отримує посаду посланця фараона до інших держав. Очолював залогу в резиденції Рамсес-мері-Амон.
Його змінив представник впливового жрецького роду Амененоп.